# Victory Baths

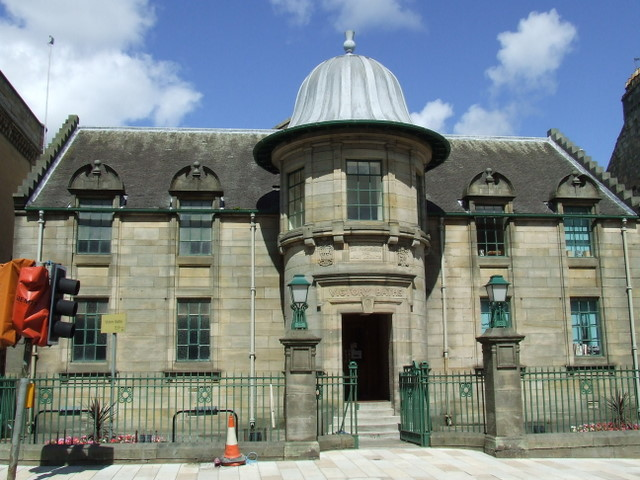
Victory Baths

Bei den Victory Baths handelt es sich um eine Badeanstalt in der schottischen Stadt Renfrew in der Council Area Renfrewshire. 1971 wurde das Bauwerk in die schottischen Denkmallisten in die Denkmalkategorie B aufgenommen.

## Geschichte
Lord und Lady Lobnitz, die im nahegelegenen Blythswood House lebten, spendeten die öffentliche Badeanstalt. Als Architekt wurde Thomas Graham Abercrombie für die Arbeiten engagiert, der einen Entwurf im schottischen Neorenaissance-Stil realisierte. 1921 eröffnete die Einrichtung. Die ursprünglich installierten öffentlichen Schwimmanlagen im Untergeschoss sind heute nicht mehr vorhanden. Verschiedentlich wird über Geistererscheinungen in dem Gebäude berichtet.

## Beschreibung
Das Gebäude liegt an der Inchinnan Road (A8) im Norden der Stadt. Rechts schließt sich das ebenfalls denkmalgeschützte ehemalige Polizeirevier von Renfrew an. Die südexponierte Frontseite der zweistöckigen Einrichtung ist symmetrisch aufgebaut. Mittig tritt ein runder Turm mit Glockendach hervor. Dort befindet sich der Eingangsbereich, der mit dem Namen des Bades versehen ist und mit einem Wappenstein abschließt. Die drei Fenster im Obergeschoss sind mit dorischen Blendpfeilern auf Kragsteinen verziert. Die Fenster beiderseits des Turms liegen auf jeweils zwei vertikalen Achsen. Die Dächer sind mit grünem Schiefer eingedeckt; die Giebel als Staffelgiebel gearbeitet. Die Lukarnen im Obergeschoss sind mit Distel-verzierten gesprengten Giebeln gestaltet.
Die Schwimmhalle mit einem 25 Yard (rund 23 m) langen Becken schließt sich rückwärtig an. Während das Mauerwerk an der Frontseite aus Quadersteinen besteht, wurde dort Backstein verwendet, der später äußerlich verputzt wurde. Das Satteldach ist vollständig verglast. Dorische Blendpfeiler zieren im Inneren die Seitenwände.